# Korpela
Korpela är ett finskt efternamn. 
År 2000 fanns det 572 personer med efternamnet Korpela i USA. 2015 fanns det tio bärare av efternamnet i Norge. I Sverige hade efternamnet i juli 2017 187 bärare och i Finland vid samma tid cirka 1 100 bärare.

## Personer med efternamnet Korpela
- Eva Korpela (född 1958), svensk skidskytt
- Jukka Korpela (född 1957), finländsk historiker
- Jorma Korpela (1910–1964), finländsk lärare och författare
- Kari Korpela, (född 1957), svensk skidskytt
- Seppo Korpela (1923–2007), finländsk sångare och musiker
- Toivo Korpela (1900–1963), finländsk lantbrukare och predikant
- Tommi Korpela (född 1968), finländsk skådespelare